# إدوارد رونالد ووكر
إدوارد رونالد ووكر (بالإنجليزية: Edward Ronald Walker)‏ هو دبلوماسي واقتصادي أسترالي، ولد في 26 يناير 1907 في كوبار ‏ في أستراليا، وتوفي في 28 نوفمبر 1988 في باريس في فرنسا.